# Линия 4 (Парижское метро)
Линия 4 (фр. Ligne 4) — одна из 16 линий Парижского метрополитена. Открыта в 1908 году. Сейчас она соединяет коммуны XVIII округ Парижа на севере с городом Баньё на юге, проходя через центр Парижа. Её длина — 12,1 км. На части станций линии установлены платформенные раздвижные двери. В 2022 году была завершена автоматизация движения поездов линии, после чего линия стала третьей (после линий 1 и 14) автоматизированной линией Парижского метрополитена. На схемах обозначается числом 4 и фиолетовым цветом.

## История

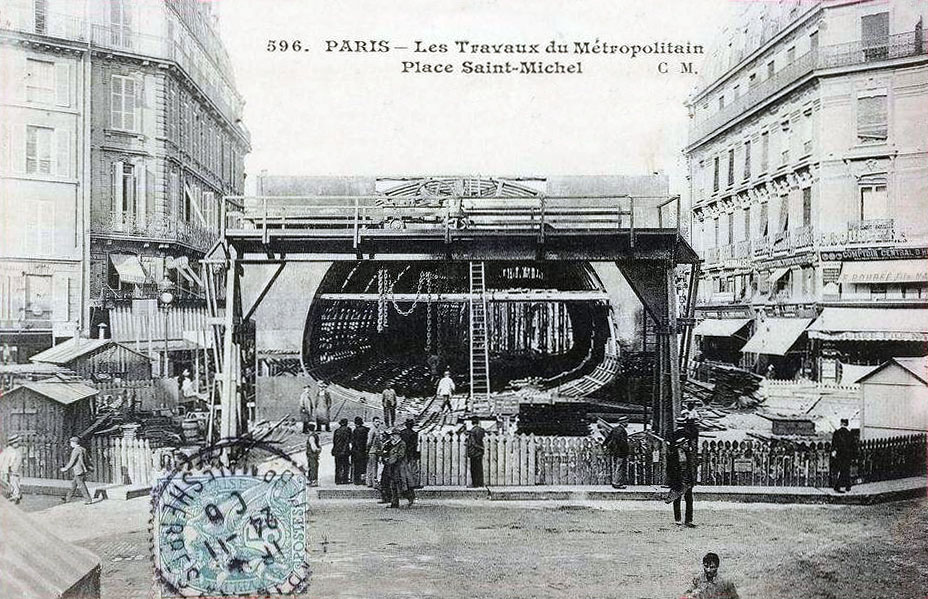
Станция Сен-Мишель

## Хронология открытия участков
- 21 апреля 1908: открыта первая секция линии «Порт-де-Клиньянкур» — «Шатле».
- 30 октября 1909: открыта вторая секция линии «Порт-д'Орлеан» — «Распай».
- 9 января 1910: обе секции были объединены с помощью нового туннеля между станциями «Шатле» и «Распай», таким образом Линия 4 стала первой в Париже, проходящей под дном реки Сены.
- 23 марта 2013: Линия была продлена на юг от станции «Порт-д'Орлеан» до станции «Мери-де-Монруж».
- 13 января 2022: Последнее запланированное на текущий день продление линии на юг, до конечной станции «Баньё – Люси Обрак».

## Карта и станции

Схема 4-й линии с указанием пересадок на другие линии метро и RER

| Русское название     | Французское название     | Пересадки                                                 | Дата открытия   | Примечания                                                                                        |
| -------------------- | ------------------------ | --------------------------------------------------------- | --------------- | ------------------------------------------------------------------------------------------------- |
| Порт-де-Клиньянкур   | Porte de Clignancourt    |                                                           | 21 апреля 1908  |                                                                                                   |
| Симплон              | Simplon                  |                                                           | 21 апреля 1908  | В честь Симплонского перевала                                                                     |
| Маркаде — Пуассонье  | Marcadet — Poissonniers  | Линия 12                                                  | 21 апреля 1908  |                                                                                                   |
| Шато-Руж             | Château Rouge            |                                                           | 21 апреля 1908  |                                                                                                   |
| Барбес — Рошешуар    | Barbès — Rochechouart    | Линия 2                                                   | 21 апреля 1908  | В честь Армана Барбеса и аббатисы Маргариты де Рошуар                                             |
| Гар-дю-Нор           | Gare du Nord             | Линия 5 RER B, D и E Transilien Nord Северный вокзал      | 21 апреля 1908  |                                                                                                   |
| Гар-де-л’Эст         | Gare de l’Est            | Линии 5, 7 Transilien Est Восточный вокзал                | 21 апреля 1908  |                                                                                                   |
| Шато д’О             | Château d’Eau            |                                                           | 21 апреля 1908  |                                                                                                   |
| Страсбур — Сен-Дени  | Strasbourg — Saint-Denis | Линии 8, 9                                                | 21 апреля 1908  | В честь Страсбурга                                                                                |
| Реомюр — Себастополь | Réaumur — Sébastopol     | Линия 3                                                   | 21 апреля 1908  | В честь Рене Антуана Реомюра и осады Севастополя                                                  |
| Этьен Марсель        | Étienne Marcel           |                                                           | 21 апреля 1908  | В честь Этьена Марселя                                                                            |
| Ле-Аль               | Les Halles               | RER A, B и D                                              | 27 апреля 1908  | Расположена около Ле-Аль                                                                          |
| Шатле                | Châtelet                 | Линии 1, 7, 11 и 14 RER A, B and D                        | 21 апреля 1908  | Около площади Шатле                                                                               |
| Ситэ                 | Cité                     |                                                           | 10 декабря 1910 | Расположена на острове Ситэ                                                                       |
| Сен-Мишель           | Saint-Michel             | RER B и C                                                 | 9 января 1910   |                                                                                                   |
| Одеон                | Odéon                    | Линия 10                                                  | 9 января 1910   | Около театра Одеон                                                                                |
| Сен-Жермен-де-Пре    | Saint-Germain-des-Prés   |                                                           | 9 января 1910   | Около Сен-Жермен-де-Пре                                                                           |
| Сен-Сюльпис          | Saint-Sulpice            |                                                           | 9 января 1910   | Около Сен-Сюльпис                                                                                 |
| Сен-Пласид           | Saint-Placide            |                                                           | 9 января 1910   |                                                                                                   |
| Монпарнас — Бьенвеню | Montparnasse — Bienvenüe | Линии 6, 12 и 13 Transilien Montparnasse Вокзал Монпарнас | 6 апреля 1910   | В районе Монпарнас; в честь Фульжанса Бьенвеню                                                    |
| Вавен                | Vavin                    |                                                           | 9 января 1910   | В честь политика Алексиса Вавена                                                                  |
| Распай               | Raspail                  | Линия 6                                                   | 30 октября 1909 | В честь Франсуа-Венсена Распая                                                                    |
| Данфер-Рошро         | Denfert-Rochereau        | Линия 6 RER B                                             | 30 октября 1909 | В честь Пьера Данфер-Рошро                                                                        |
| Мутон-Дюверне        | Mouton-Duvernet          |                                                           | 30 октября 1909 | В честь генерала Режиса Бартельми Мутона-Дюверне                                                  |
| Алезия               | Alésia                   |                                                           | 30 октября 1909 | В честь битвы при Алезии                                                                          |
| Порт-д'Орлеан        | Porte d’Orléans          |                                                           | 30 октября 1909 |                                                                                                   |
| Мери-де-Монруж       | Mairie de Montrouge      |                                                           | 23 марта 2013   | Название обусловлено расположением станции в ближнем пригороде Парижа Монруже, недалеко от мэрии. |
| Барбара              | Barbara                  |                                                           | 2021            |                                                                                                   |
| Баньё                | Bagneux - Lucie Aubrac   |                                                           | 2021            |                                                                                                   |

### Переименования
- 15 ноября 1913: «Вожирар» → «Сен-Пласид».
- 5 мая 1931: «Бульвар Сен-Дени» → «Страсбур — Сен-Дени».
- 25 августа 1931: объединение станций «Маркаде» и «Пуассонье» → «Маркаде — Пуассонье».
- 6 октября 1942: объединение станций «Монпарнас» и «Бьенвеню» → «Монпарнас — Бьенвеню».